# Acrilato di metile
L'acrilato di metile, o metil acrilato, nome sistematico 2-propenoato di metile, è l'estere metilico dell'acido acrilico, avente formula molecolare CH2=CH−CO−O−CH3.
A temperatura e pressione ambiente è un liquido incolore facilmente infiammabile e nocivo per inalazione, ingestione e contatto, contraddistinto da un odore caratteristico e sgradevole, percepibile anche in quantità minime.
Una delle sue principali applicazioni è la produzione del corrispondente polimero, il poliacrilato di metile, formato per addizione ricorsiva delle molecole di acrilato di metile le une alle altre attraverso l'apertura del doppio legame C=C.
Data l'elevata tendenza a polimerizzare, l'acrilato di metile viene commercializzato e stoccato in forma stabilizzata per addizione di un inibitore della formazione di radicali, spesso tale additivo è il  monometiletere dell'idrochinone (HQME).
Oltre alla polimerizzazione, l'acrilato di metile è un intermedio usato nella sintesi di numerosi composti organici; non ultima è la sua capacità di reagire come dienofilo nelle reazioni di Diels-Alder, a dare esteri metilici di acidi carbossilici ciclici.